# Беле Хайха
Беле Хайха (чечен. Бален-Хьевхьа) — покинутый аул в Итум-Калинском районе Чеченской Республики.

## География
Расположен на берегу реки Дзумсэхк, к юго-востоку от районного центра Итум-Кали.
Ближайшие населённые пункты и развалины бывших аулов: на северо-западе — бывшие аулы Мужиар и Исмаилкалой, на северо-востоке — бывший аул Олгузи, на юго-западе — село Зумсой, на юго-востоке — бывшие аулы Юкарашты и Хуты-Кажа.